# 232 Russia
Russia (định danh hành tinh vi hình: 232 Russia) là tiểu hành tinh lớn ở vành đai chính. Nó được phân loại là tiểu hành tinh kiểu C và thành phần cấu tạo của nó có lẽ bằng vật liệu cacbonat nguyên thủy. Ngày 31 tháng 01 năm 1883, nhà thiên văn học người Áo Johann Palisa phát hiện tiểu hành tinh Russia khi ông thực hiện quan sát ở Viên và đặt nó theo tên nước Russia (Nga).
Các quan sát cho tiểu hành tinh này được thu thập trong năm 2007 cho thấy chu kỳ quay là 21,8 ± 0,2 giờ với độ sáng biến thiên là 0,2 ± 0,02.